# أناروئية (أمجز)
أناروئیة (بالفارسية: انارو ئیه) هي قرية تقع في إيران في قسم أمجز الريفي. يقدر عدد سكانها بـ 23 نسمة .